# Jonathan Borofsky
Jonathan Borofsky (ur. 24 grudnia 1942 w Bostonie) – amerykański rzeźbiarz, absolwent Uniwersytetu Carnegiego i Mellona oraz Uniwersytetu Yale.
Prawdopodobnie najbardziej znany jako twórca rzeźb „Hammering Man” m.in. w Minneapolis, Los Angeles i Dallas, a także „Molecule Man” w Berlinie. Jego prace były wystawiane m.in. w Rockefeller Center i Whitney Museum of American Art w Nowym Jorku oraz Muzeum Sztuki w Bazylei.